# Бертольо, Факундо
Факу́ндо Даниэ́ль Берто́льо (исп. и итал. Facundo Daniel Bertoglio; 30 июня 1990, Сан-Хосе-де-ла-Эскина, провинция Санта-Фе) — аргентинский футболист, полузащитник греческого клуба «Астерас».

## Карьера

### Клубная
Воспитанник клуба «Колон», за который выступал в чемпионате Аргентины (серия А). Дебютировал в серии А 2 мая 2009 года в матче «Колон» — «Аргентинос Хуниорс» — 2:0. Провёл в Кубке Либертадорес 2 матча (1 гол). В команде играл под 18 номером.
В мае 2010 года киевское «Динамо» заплатило 3,6 млн евро «Колону» и подписало контракт с Факундо на пять лет. Все остальные детали контракта конфиденциальны, кроме того, что Киев целый сезон следил за футболистом, забившем 4 гола за два года. Бертольо дали тот же номер, что и в предыдущей команде: 18.
Но оказалось, что при медосмотре в «Динамо» перед подписанием контракта он скрыл от врачей давнюю травму сухожилия, которая преследовала его ещё в Аргентине. Из-за этой проблемы аргентинец практически потерял в «Динамо» полтора года, не имея возможности толком играть. В июле 2011 года его прооперировали в Италии. Операция прошла неудачно, и потребовалась его оперировать повторно. Бертольо смог начать работать в общей группе дубля в октябре 2011 года. Его отправили в аренду в бразильский клуб «Гремио». Летом 2013 года Бертольо уехал в аренду во французский «Эвиан». В августе 2014 года перебрался в аренду в аргентинский клуб «Тигре». Таким образом, за пять лет контракта с киевлянами аргентинец практически не играл за «Динамо», скитаясь по арендам. В итоге Факундо вошёл в ТОП-10 ошибок селекции киевского «Динамо» под номером 5.
Летом 2015 года Бертольо свободным агентом подписал контракт на год с греческим клубом «Астерас», а следующий сезон провёл в кипрском АПОЭЛе.
В феврале 2018 года с Бертольо подписал контракт казахстанский клуб «Ордабасы» из Шымкента.
В августе 2020 года Факундо перешел в греческий клуб Арис

### Сборная
В национальной сборной Аргентины под руководством Диего Марадоны дебютировал в 19 лет 6 мая 2010 года в товарищеском матче против Гаити (4:0) и забил два гола. Но на чемпионат мира в ЮАР через месяц его не взяли и с тех пор в сборную не привлекали.